# عبد الرحمن بن زيدان
عبد الرحمن ابن زيدان، هو عبد الرحمن بن محمد بن عبد الرحمن بن علي بن محمد بن عبد الملك بن زيدان ابن السلطان المولى إسماعيل بن الشريف العلوي ، نقيبُ الشُّرفاء العلويين بمكناس، ومؤرخُ الدولة العلوية، وجامعُ وثائقها وظهائرها. ولد في مدينة مكناس في القصر الملكي المعروف  بقصر المحنشة في شهر ربيع الآخر 1295 هـ / أبريل 1878م، وتوفي ظُهر السبت 21 ذو الحجة 1365 هـ / 16 نوفمبر 1946م.

## سيرته
وُلِد عام 1878 بقصر المحنشة بحاضرة مكناس، وترعرع في بيئةٍ سلطانية خالصة، حيث أن والده حفيد الأمير العلوي زيدان بن إسماعيل، ووالدته حفيدة سلطان المغرب محمد الرابع بن عبد الرحمن؛ حيث تلقى تعليمه الأولي بمكناس، ثم رحل إلى مدينة فاس فأخذ عن كبار العلماء بالمدينتين. حينم قصد البلاد الحجازية لأداء الحج زار عدة عواصم عربية والتقى بعلمائها، فأخذ عنهم، كما زار المكتبات ودور المخطوطات.  وبفعل علمه وضبطه للأنساب العلويين وإلمامه بتاريخهم عُيّن نقيبًا للأشراف العلويين بمكناس وزرهون، وبعدها أصبح مديرا للمدرسة الحربية بمكناس.

## مؤلفاته
- إتحاف أعلام الناس بجمال أخبار حاضرة مكناس.
- الدرر الفاخرة بمآثر الملوك العلويين بفاس الزاهرة.[4]
- العز والصولة في معالم نظم الدولة.
- المناهج السوية في مآثر الدولة العلوية.
- النهضة العلمية في عهد الدولة العلوية.
- العلائق السياسية بين الدولة العلوية و الدول الأجنبية.
- المنزع اللطيف في مفاخر المولى إسماعيل بن الشريف.

## إنتاجه الشعري
- كفاية المحتاج في مدح صاحب اللواء والتاج.

## أدب الرحلة
- رحلة حجازية نُشر بعض منها في أعداد من جريدة «السعادة» - 1938 - وقطعة منها مخطوطة بالخزانة الملكية بالرباط.

## وصلات خارجية
- عبد الرحمن بن زيدان على موقع أرشيف الشارخ.